# Тугай, Игорь Иванович
Игорь Иванович Тугай (укр. Ігор Іванович Тугай; род. 22 марта 1975, Васильков, Киевская область) — украинский легкоатлет, специалист по метанию молота. Выступал за сборную Украины по лёгкой атлетике в 1990-х и 2000-х годах, обладатель серебряной медали чемпионата мира среди юниоров, победитель и призёр первенств национального значения, участник летних Олимпийских игр в Пекине.

## Биография
Игорь Тугай родился 22 марта 1975 года в городе Василькове Киевской области Украинской ССР.
Окончил Украинский государственный университет физического воспитания и спорта (1992—1997).
Впервые заявил о себе в метании молота на международном уровне в сезоне 1994 года, когда вошёл в состав украинской национальной сборной и выступил на юниорском мировом первенстве в Лиссабоне — выиграл здесь серебряную медаль, уступив только поляку Шимону Зюлковскому.
В 1997 году с результатом 68,96 метра занял седьмое место на молодёжном европейском первенстве в Турку.
В 2005 году на соревнованиях в Киеве показал 21-й результат мирового сезона — 78,85 метра. Отметился выступлением на чемпионате мира в Хельсинки (70,85).
В 2006 году в первый и единственный раз одержал победу на чемпионате Украины по лёгкой атлетике.
В июле 2008 года на турнире в Киеве установил свой личный рекорд 79,46 метра, с которым по итогам сезона занял 22-е место в мировом рейтинге метателей молота. Благодаря череде удачных выступлений удостоился права защищать честь страны на летних Олимпийских играх в Пекине — в программе метания молота на предварительном квалификационном этапе показал результат 71,89 метра, чего оказалось недостаточно для выхода в финал.
Завершил спортивную карьеру по окончании сезона 2009 года.